# 4 octobre 1960
Le mardi 4 octobre 1960 est le 278e jour de l'année 1960.

## Naissances
- Adolf Pla, pianiste catalan
- Ana Botín, femme d'affaires espagnole
- Annabelle Lanyon, actrice britannique
- Antonio Palocci, politicien brésilien
- Billy Hatcher, joueur américain de baseball
- Francesco Baccini, chanteur italien
- Francisco Alcaraz, joueur de football paraguayen
- Henry Worsley (mort le 24 janvier 2016), militaire et explorateur britannique
- Jim Grandholm, joueur de basket-ball américain
- Johanna Baumgartner, coureuse de fond allemande
- Malcolm Burn, chanteur canadien
- Peter Holmberg, navigateur américain
- Susan Waffa-Ogoo, ministre gambienne

## Décès
- Jack Warhop (né le 4 juillet 1884), joueur américain de baseball
- Petrona Viera (née le 24 mars 1895), artiste uruguayenne
- Robert Haas (né le 15 août 1886), musicologue et chef d'orchestre autrichien

## Événements
- Sortie du film hongkongais The Wild, Wild Rose
- Courier, un satellite relais de communication d'un poids de 500 livres est placé sur orbite terrestre à partir Cap Canaveral.